# Az ördög kínzókamrája
Az ördög kínzókamrája egy színpadi bűvésztrükk, melynek klasszikus esetében a bűvész egyik női segítője bemegy, vagy beteszik egy nagyobb dobozba, amelyet később át-meg átszurkálnak különböző pengékkel.

## Leírása
A bűvész bemutatja a közönség számára a dobozt, melybe segítője be fog majd lépni. Általában kiválasztanak egy nézőt a közönségből, aki megtapogathatja, megfoghatja a trükkhöz használt késeket, illetve pengéket, meggyőződve arról, hogy azok tényleg valódiak. A kések és tőrök a dobozon található résekbe pontosan illeszkednek. A segítő belép a dobozba, majd rázárják az ajtót, vagy a fedelet és elkezdődik a mutatvány. A bűvész egyenként beleszúrja a dobozba a késeket és tőröket. Pár perc elteltével a bűvész kinyitja a doboz ajtaját és az asszisztens épen és sértetlenül előlép a dobozból. 
Több verziója létezik a mutatványnak. Egyes esetekben az asszisztens felfújt léggömbökkel lép be a dobozba, melyek jól hallhatóan kipukkannak, amikor a bűvész átdöfi késeivel a dobozt. Más esetekben a doboz mérete elegendő arra, hogy a belépő asszisztens a doboz hátulsó felében álljon, míg a bűvész csak annak az elülső felét szurkálja. Ebben az esetben a közönség nem látja azt, hogy a doboz oldalain hol mentek be a pengék, így abban a hitben van, hogy valóban átszúrták a segítőt. .

## Fordítás
- Ez a szócikk részben vagy egészben  a   Devil's torture chamber című angol Wikipédia-szócikk ezen változatának fordításán alapul.  Az eredeti cikk szerkesztőit annak laptörténete sorolja fel. Ez a jelzés csupán a megfogalmazás eredetét és a szerzői jogokat jelzi, nem szolgál a cikkben szereplő információk forrásmegjelöléseként.